# Der selige Brunnen

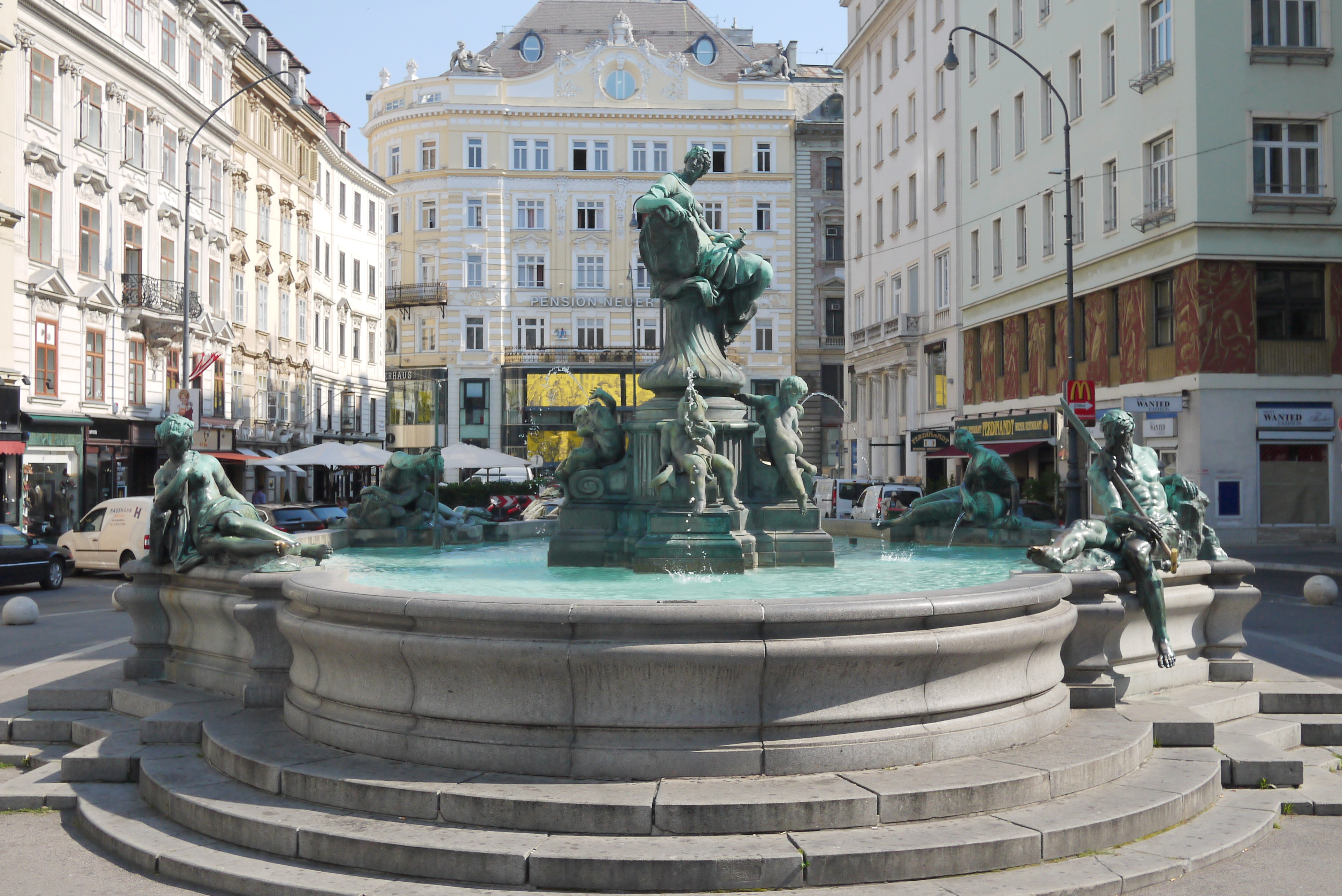
Der Donnerbrunnen in Wien, um den es in der Novelle geht

Der selige Brunnen ist eine Novelle des österreichischen Schriftstellers Franz Karl Ginzkey, die erstmals 1940 erschien. Es handelt sich dabei um eine Künstlernovelle, die sich um die Person Georg Raphael Donners dreht und im Wien der Jahre 1706 bis 1738 spielt. Erzählt werden vor allem die Jugendjahre des Bildhauers und wie es zur Gestaltung seines berühmtesten Werkes, des Providentiabrunnens auf dem Neuen Markt, gekommen ist. Darüber hinaus wird das Atmosphärische der Stadt und ihrer Kultur im Spätbarock in der Erzählung eingefangen.

## Inhalt
Der Abt des Stiftes Heiligenkreuz Gerhard Weichselberger wird auf den Eleven Georg Donner aufmerksam und gibt ihn zum Stiftsbildhauer Johann Giuliani in die Lehre. Schon hier gestaltet der Bub eine Frauengestalt, die ihm als Ideal im Geiste erschien und die er später immer wieder darstellen sollte. Donner legt sich den Künstlernamen Raphael bei.
Nach seiner Stiftszeit treffen wir den jungen Bildhauergesellen in Wien wieder. Hier herrscht im Gegensatz zum weltabgewandten Kloster ein buntes Leben und Treiben. Nur wenige Jahre nach der verheerenden Türkenbelagerung herrscht nun eine Aufbruchsstimmung in der Stadt und es wird viel neu gebaut. Für die zahlreichen neuen Gebäude werden auch Bauplastiken benötigt, die standardmäßig und ohne große künstlerische Gestaltung hergestellt werden. Donner mietet sich in einem Haus am Neuen Markt, dem damaligen Mehlmarkt, ein. Im Erdgeschoß befindet sich eine Lebzelterei; das Haus gehört Herrn Neuhauser, der in jener Zeit reich geworden ist und Besitzer mehrerer Häuser in Wien war. Der schon ältere Neuhauser heiratet nun eine junge Frau und möchte, dass Donner eine Wachsbüste von ihr herstellt, die er in seinem Kontor aufzustellen plant. Als der Künstler Simonette sieht, stellt er verblüfft fest, dass sie seinem Ideal völlig gleicht, das er in sich getragen hat.
Schon zuvor hatte Donner eine Büste Simonettens geschaffen. Nun sollte sie ihm Modell sitzen. Er kann sich nicht beherrschen und gesteht ihr seine Liebe. Sie ist von ihm wohl auch angezogen, erklärt ihm aber, dass es nicht sein kann. Sie, die selbst sehr arm gewesen ist, hat Neuhauser geheiratet, weil ihr dieser ein angenehmes Leben ermöglicht. Sie könnte Armut niemals ertragen.
In dieser inneren Not ist es Donner ganz recht, dass ihn sein Vater nach Hause bestellt. Er hatte sich als Zimmermann in Essling im Marchfeld angesiedelt und nach dem Tod von Georgs Mutter wieder geheiratet. Die Stiefmutter kennt Donner nicht persönlich. Er kehrt nun nach vielen Jahren zum ersten Mal wieder in sein Vaterhaus zurück. Dort lernt er beim gemeinsamen Essen eine arme Verwandte der Stiefmutter kennen, Elisabeth, eine Waise, deren Vormund der Vater ist. Georg begleitet Elisabeth danach zu ihrem Haus zurück und verbringt die Nacht dort. Donner ist erst 21 Jahre alt. Die beiden heiraten und Elisabeth erhält vom Vater eine Geldsumme als Erbteil.
Das junge Ehepaar lebt in Wien. Donner kann die Werkstatt nach dem Tod des Meisters Fruhwirth übernehmen. Einflussreiche Leute werden auf den Künstler aufmerksam, nicht zuletzt dank Simonette. Doch Donner geht ihr aus dem Wege. Mit Elisabeths Erbteil gelingt es ihm, die in finanziellen Nöten steckende Werkstatt zu retten.
Viele Jahre später ist Donner Esterházyscher Baudirektor in Pressburg. Als er dienstlich wieder einmal nach Wien kommt, ist Simonette bereits schwer krank. Sie sehen sich ein letztes Mal, wobei Donner erfährt, dass sie seinen Lebensweg im Hintergrund stets mitverfolgt hatte. Simonette stirbt.
Im Jahre 1738 erhält Donner vom Magistrat der Stadt Wien den Auftrag zu einem neuen Brunnen auf dem Mehlmarkt. Nun kann er endlich das verwirklichen, von dem er schon längst geträumt hatte. Er entwirft den Providentiabrunnen mit der Personifikation der Voraussicht in der Mitte, die von Fischen umgeben wird, aus denen das Wasser strömt. An den Rändern des breiten Beckens befinden sich in halbliegender Position die Gestalten von vier Flüssen. Die Figur der March trägt die Züge Simonettens, jene der Ybbs diejenigen Elisabeths.

„So werden sie nun beide in Erz erstehen, die ihn ein Leben hindurch begleiteten, Simonette, die ihn himmlisch, Elisabeth, die ihn irdisch betreute…Eine große selige Ruhe erfüllt ihn. Er weiß, er ist ans Ziel gelangt, das einzig ihm Erlösung bringen kann, er hat heimgefunden im Werke.“

## Ausgaben
- Der selige Brunnen. Eine Raphael Donner Novelle. Paul Zsolnay, Wien 1940.
- Der selige Brunnen. Eine Raphael Donner Novelle. Bischoff, Berlin 1944.
- Der selige Brunnen. Eine Raphael Donner Novelle. Paul Zsolnay, Wien 1949.
- Ausgewählte Werke in vier Bänden. Bd. 2 Novellen. Kremayr & Scheriau, Wien 1960.